# Alvin Ceccoli
Alvin Ceccoli, avstralski nogometaš, * 5. avgust 1974, Sydney, Avstralija.
Za avstralsko reprezentanco je odigral 6 uradnih tekem in dosegel en gol.